# 1-й Запорізький полк
1-й Запорізький полк — український полк, створений з солдатів-українців на хвилі українізації армії в Москві на початку 1917 року.

## Історія
Формування українського Запорозького полку стало можливим внаслідок досягнутого компромісу у формуванні українських частин між Тимчасовим урядом і Українською Центральною Радою. У зв'язку з досягнутим компромісом військово-морський міністр Тимчасового уряду Керенський дає дозвіл на формуванні українських частин у Москві. Про це повідомлялося в газеті «Известия Петроградської ради робітничих і солдатських депутатів» від 4 (17) квітня 1917 року в якій говорилося:
«МОСКВА, 19 липня (1 серпня). Військовий міністр дозволив Московському військовому округу формування українських частин у Москві. Буде сформовано Український запорізький полк, командиром якого призначено штабс-капітан Захарчук».
Остаточно полк був сформований 6 (19) серпня 1917 р. Його очолив Святослав Захарчук — уродженець м. Радивилів Волинської губернії.
У листопаді 1917 р. полк залишає місце дислокації та переїжджає до Харкова де підкорився Українській Центральній Раді. З початком нападу на УНР більшовицьких військ полк розміщується у Куп'янську, що у 120 км на схід від Харкова. 28 грудня Антонов-Овсієнко дав наказ 1-му Петроградському загону (300 бійців) Миколи Ховріна роззброїти Запорізький полк.
В цей же час командир полку Захарчук намагався встановити порядок у військовій частині, солдати якої безупинно мітингували. 29 грудня Антонов-Овсієнко наказав воронезькому ВРК зайняти Куп'янськ, але через відсутність надійних військових частин цього не сталося. Справу довелося доручити Сабліну, командиру 1-го Московського зведеного загону (1900 бійців), який їхав до Харкова з Москви.
3 січня 1918 москвичі прибули до Куп'янська та без жодного спротиву роззброїли полк, при цьому забравши у нього 3000 гвинтівок.
Після роззброєння полку Захарчук з частиною офіцерів і добровольців виїхав до Полтави, де приєднався до Волоха. У складі Гайдамацького Коша Слобідської України з колишніх запорожців Захарчук сформував 1-у сотню куреня Червоних гайдамаків.